# Chadyschensk
Chadyschensk (russisch Хадыженск) ist eine Stadt in der Region Krasnodar (Russland) mit 21.579 Einwohnern (Stand 14. Oktober 2010).

## Geografie
Die Stadt liegt in den nördlichen Vorbergen des Großen Kaukasus etwa 110 km südöstlich der Regionshauptstadt Krasnodar am Pschisch, einem linken Nebenfluss der Kuban.
Chadyschensk liegt im Rajon Apscheronsk.
Die Stadt liegt an der 1915 eröffneten Eisenbahnstrecke Armawir–Tuapse (Station Chadyschenskaja 4 km westlich der Stadt).

## Geschichte
Der Ort entstand am Ende des Kaukasuskrieges 1864 als Kosakenstaniza Chadyschenskaja. Der Name ist adygeischen Ursprungs. Die genaue Etymologie ist jedoch unklar; eventuell von Хъыды хъы/Chydy chy für Großer Chydy, wobei letzteres ein Personenname ist.
Am 28. September 1949 wurde mit dem Wachstum des Ortes im Zusammenhang mit der beginnenden Erschließung von Erdöllagerstätten in der Umgebung das Stadtrecht verliehen.

### Bevölkerungsentwicklung
| Jahr | Einwohner * |
| ---- | ----------- |
| 1939 | 8.466       |
| 1959 | 20.164      |
| 1970 | 17.856      |
| 1979 | 17.811      |
| 1989 | 18.998      |
| 2002 | 21.286      |
| 2010 | 21.579      |

## Wirtschaft
In Chadyschensk gibt es eine Maschinenfabrik und Betriebe der holzverarbeitenden Industrie. In der Umgebung Holzwirtschaft, in Richtung des Rajonzentrums Apscheronsk östlich der Stadt Erdölförderung.
Chadyschensk ist zudem balneologischer Kurort auf Grundlage von Iod-Brom-Heilwässern.